# Hôtel José Ciamberlani

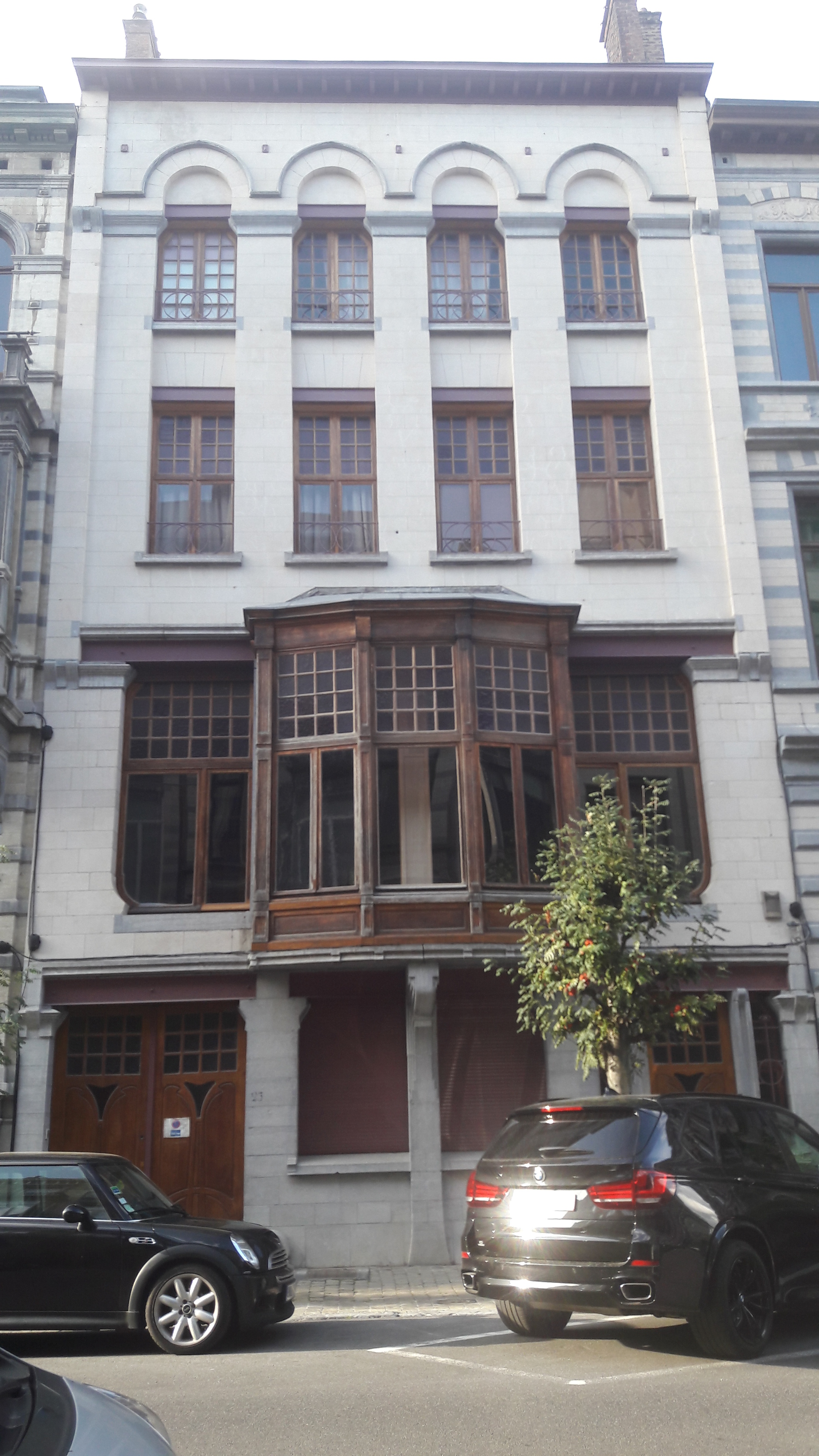
Hotel José Ciamberlani.

Hotel José Ciamberlani is een gebouw in art-nouveaustijl uit 1900 van architect Paul Hankar in Elsene in het Brussels Hoofdstedelijk Gewest. Het gebouw bevindt zich op de nummers 23 en 25 van de Paul-Émile Jansonstraat in Elsene. In dezelfde straat staat op nummer 6 het Hotel Tassel dat in 1893 is ontworpen door Victor Horta. De achterkant van Hotel José Ciamberlani grenst aan het pand waar het Hôtel Albert Ciamberlani staat.
Hotel José Ciamberlani is sinds 7 juni 2001 beschermd erfgoed.